# Abeille Bourbon
Die Abeille Bourbon ist ein circa 80 Meter langer Hochsee-Bergungsschlepper des Typs UT 515. Das 2005 gebaute und durch Bernadette Chirac getaufte Schiff ist als Notschlepper in Brest stationiert.
Das Schiff verfügt über eine Leistung von 16.000 kW. Der Pfahlzug beträgt 200 t. Bei über 25 kn (46,30 km/h) Windgeschwindigkeit verlässt die Abeille Bourbon den Hafen und patrouilliert vor der bretonischen Küste, um im Notfall schnell eingreifen zu können. Bei Nebel ankert es in der Bucht von Camaret-sur-Mer nahe der Brester Hafenausfahrt Goulet de Brest.
So wurde der Schlepper zum Beispiel bei der Havarie der TK Bremen im Dezember 2011 alarmiert, erreichte das Schiff aber nicht mehr rechtzeitig, bevor dieses an der französischen Küste auf Grund lief. Im März 2019 war der Schlepper ebenfalls bei der Bekämpfung des Brandes an Bord der Grande America in der Biskaya im Einsatz, bevor das Schiff sank.
Es existiert ein beinahe baugleiches Schiff, die Abeille Liberté, das in Cherbourg stationiert ist.